# قطار دوسر

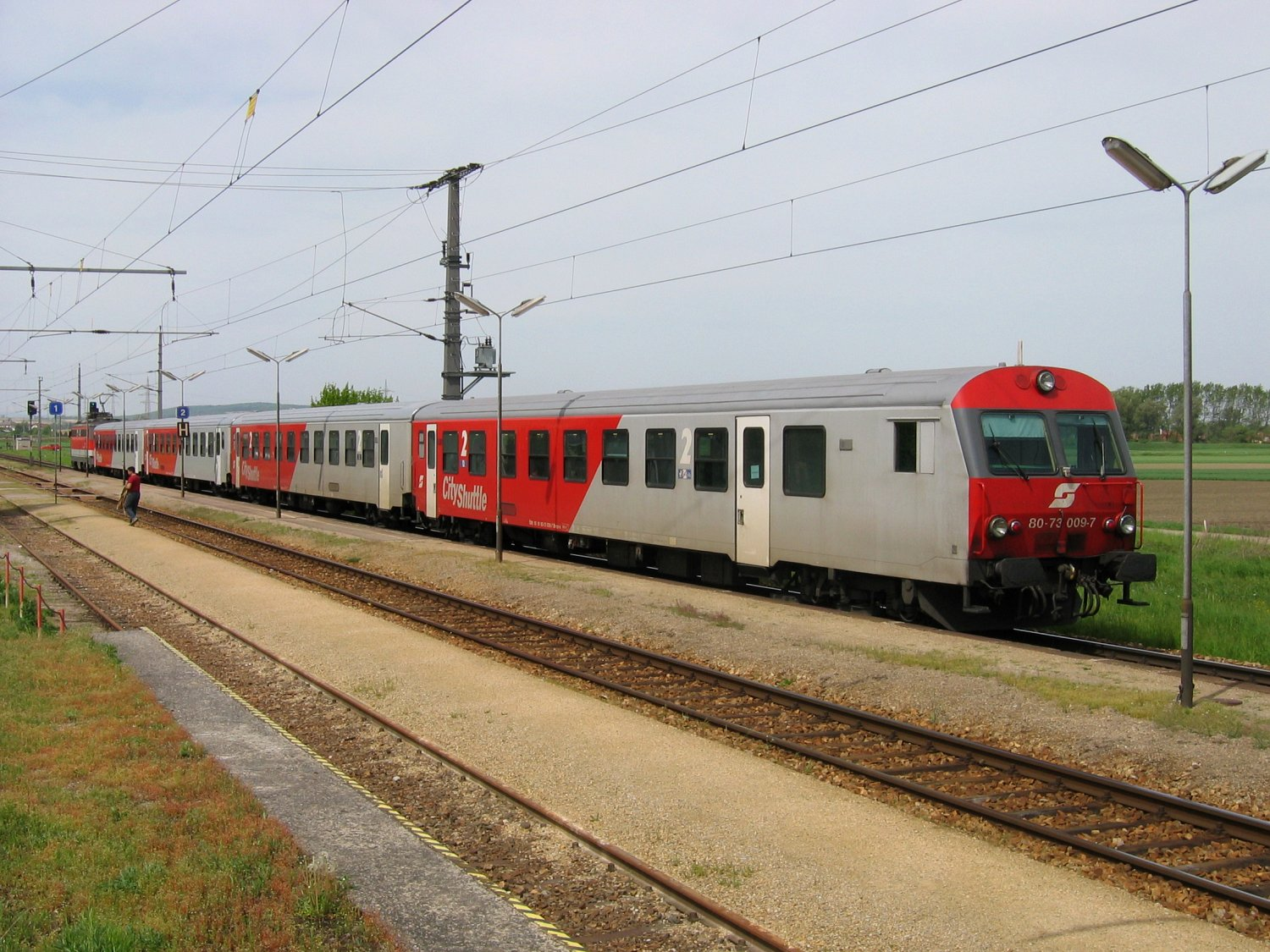
قطار دوسر در اتریش (۲۰۰۴)

قطار دوسر به قطاری گفته می‌شود که بدون تغییر جهت می‌تواند رفت و برگشت کند. قطار دوسر دارای یک لوکوموتیو در یک انتهای قطار است که از طریق نوعی کنترل از راه دور مانند کنترل قطار چند واحدی به ماشین کنترل در انتهای دیگر قطار متصل است. این وسیله نقلیه دوم ممکن است یک لوکوموتیو دیگر یا یک ماشین کنترل بدون قدرت باشد.
در بریتانیا و برخی دیگر از مناطق اروپا، از ماشین کنترل به عنوان تریلر رانندگی یاد می‌شود. در ایالات متحده و کانادا به آنها کابین گفته می‌شود.